# Великолепный век
«Великолепный век» (тур. Muhteşem Yüzyıl) — турецкий остросюжетный телесериал в жанре исторической драмы по сценарию Мерал Окай и Йылмаза Шахина. Его сюжет вдохновлён реальными событиями, он повествует о жизни Османской империи в период правления султана Сулеймана Великолепного и его отношениях со славянской рабыней Александрой.

## Сюжет
По словам автора сценария Мерал Окай, сериал вдохновили реальные события, произошедшие во времена правления султана Сулеймана Великолепного, величайшего полководца и реформатора Османской империи.
Сериал повествует о наиболее заметных событиях правления султана и о его взаимоотношениях с наложницей славянского происхождения Александрой (в украинском телепрокате — Анастасией), принявшей ислам и получившей имя Хюррем. Александра была пленена крымскими татарами в её родном городе и в 1520 году переправлена в Стамбул, где оказалась во дворце молодого султана Сулеймана. Став любимой наложницей, а позже законной женой султана, Хюррем нейтрализует всех, кто может помешать в реализации её амбиций в султанате.

## Производство сериала и премьеры сезонов
Команда сериала выстроила большой павильон (50 000 м²), где разместила множество декораций для съёмок.
Это самый дорогой сериал, снятый в Турции, за всю историю развития кинематографа. Его бюджет составил 2 млн долларов. Съёмочный процесс длился 16 часов в сутки.
Перевод и озвучивание «Великолепного века» на русский язык производила студия «Русский дубляж» по заказу телеканала «Домашний».
В Казахстане на русский и казахский языки перевод и озвучивание сериала производил телеканал «Хабар». Сериал получил название «Сулейман Великолепный».

### Турция
- Первый сезон (серии 1—24) выходил с 5 января по 22 июня 2011 на турецком канале «Show TV» и транслировался каждую среду в 20:00.
- Второй сезон (серии 25—63) выходил с 14 сентября 2011 по 6 июня 2012 на турецком канале «Star TV» и транслировался каждую среду в 20:00.
- Третий сезон (серии 64—103) выходил с 12 сентября 2012 по 19 июня 2013 на турецком канале «Star TV» и транслировался каждую среду в 20:00.
- Четвёртый сезон (серии 104—139) выходил с 18 сентября 2013 по 11 июня 2014 на турецком канале «Star TV» каждую среду в 20:00[5][6].

### Россия
В России сериал выходил на телеканале «Домашний», где получил свою разбивку по сезонам. После премьерного показа сериал неоднократно повторялся.
- Первый сезон (серии 1—24) выходил с 14 по 29 января 2012.
- Второй сезон (серии 25—63) выходил с 1 сентября по 24 ноября 2012.
- Третий сезон (серии 64—109) выходил с 26 января по 30 ноября 2013.
- Четвёртый сезон (серии 110—131) выходил с 7 декабря 2013 по 31 мая 2014[7].
- Пятый сезон (серии 132—155) выходил с 24 августа 2014 по 14 февраля 2015[8][9].

### Трансляции
«Великолепный век» показывают более чем в 50 странах мира.
| Страна                   | Телеканал              | Дата премьеры    | Часы вещания |
| ------------------------ | ---------------------- | ---------------- | ------------ |
| Монголия                 | Edutainment TV         | 14 мая 2019      | 22:00        |
| Лига арабских государств | Orbit Showtime Network | 17 декабря 2011  |              |
| Афганистан               | 1TV                    | август 2012      |              |
| Албания                  | Albanian Screen        | декабрь 2011     | 20:00        |
| Алжир                    |                        | ноябрь 2011      |              |
| Азербайджан              | Lider TV               | декабрь 2011     | 20:10        |
| Армения                  | ATV                    |                  |              |
| Бахрейн                  |                        | ноябрь 2011      |              |
| Беларусь                 | ТВ3 Минск              | 5 января 2011    | 20:00        |
| Босния и Герцеговина     | Televizija OBN         | 27 августа 2012  | 20:00        |
| Болгария                 | TV7                    | 12 сентября 2012 | 20:00        |
| Китай                    | CCTV                   | сентябрь 2013    |              |
| Коморы                   |                        | ноябрь 2011      |              |
| Хорватия                 | RTL Televizija         | 27 августа 2012  | 21:00        |
| Кипр                     | ANT1                   | сентябрь 2012    | 21:30        |
| Чехия                    | TV Barrandov           | 12 декабря 2011  | 20:00        |
| Джибути                  |                        | ноябрь 2011      |              |
| Египет                   | Al Hayat TV            | ноябрь 2011      |              |
| Франция                  | France 2               | сентябрь 2012    | 20:00        |
| Греция                   | ANT1                   | сентябрь 2012    | 21:30        |
| Грузия                   | SEE-TV                 | сентябрь 2013    | 22:15        |
| Венгрия                  | RTL Klub               | 9 января 2013    | 21:30        |
| Иран                     | GEM TV                 | сентябрь 2012    | 22:00        |
| Ирак                     |                        | ноябрь 2011      |              |
| Италия                   | Babel TV               | июнь 2013        |              |
| Иордания                 |                        | ноябрь 2011      |              |
| Казахстан                | Хабар                  | 20 марта 2012    | 21:30        |
| Казахстан                | Астана                 | 2020             | 21:00        |
| Казахстан                | 7-й канал              | 3 июня 2024      | 20:00        |
| Косово                   | RTV21                  | январь 2012      | 20:00        |
| Кувейт                   |                        | ноябрь 2011      |              |
| Ливан                    | LBCI                   | ноябрь 2011      |              |
| Ливия                    |                        | ноябрь 2011      |              |
| Литва                    | LNK                    | сентябрь 2013    |              |
| Северная Македония       | Kanal 5                | 17 декабря 2011  | 21:00        |
| Мавритания               |                        | ноябрь 2011      |              |
| Молдова                  | National 4             | октябрь 2015     | 20:00        |
| Черногория               | Prva Srpska Televizija | март 2012        | 20:00        |
| Марокко                  | Medi1 TV               | январь 2012      | 21:40        |
| Северный Кипр            | Star TV                | 5 января 2011    | 20:00        |
| Оман                     |                        | ноябрь 2011      |              |
| Пакистан                 | Geo Kahani             | 15 мая 2013      | 21:00        |
| Государство Палестина    |                        | ноябрь 2011      |              |
| Катар                    |                        | ноябрь 2011      |              |
| Румыния                  | Kanal D Romania        | 10 сентября 2012 | 20:00        |
| Россия                   | Домашний               | 14 января 2012   | 19:00        |
| Саудовская Аравия        |                        | ноябрь 2011      |              |
| Сербия                   | Prva Srpska Televizija | 14 февраля 2012  | 20:20        |
| Словакия                 | TV Doma                | 20 декабря 2011  | 20:30        |
| Словения                 | Planet TV              | 10 марта 2013    | 17:00        |
| Сомали                   |                        | ноябрь 2011      |              |
| Судан                    |                        | ноябрь 2011      |              |
| Сирия                    |                        | ноябрь 2011      |              |
| Тунис                    | Nessma TV              | апрель 2013      | 20:45        |
| Турция                   | Show TV, Star TV       | 5 января 2011    | 20:00        |
| ОАЭ                      | Dubai TV               | ноябрь 2011      |              |
| Украина                  | 1+1                    | 8 октября 2012   | 17:10        |
| Йемен                    |                        | ноябрь 2011      |              |
| Эстония                  | Kanal 2                | 1 сентября 2013  | 19:35        |
| Кыргызстан               | ОТРК                   | 21 октябрь 2013  | 22:15        |
| Узбекистан               | Milliy TV              | 10 декабря 2018  | 19:45        |

## В ролях
| Актёр                        | Роль                           | Положение (номера серий даны по оригинальной турецкой разбивке) |
| ---------------------------- | ------------------------------ | --- |
| Халит Эргенч                 | Султан Сулейман I Великолепный | Десятый султан Османской империи. Скончался в 139 серии. |
| Мерьем Узерли, Вахиде Перчин | Хюррем-султан (Александра)     | Законная жена султана. Дочь православного священника, захваченная в плен крымскими татарами. Мать шехзаде Мехмеда, Селима, Баязида, Джихангира и Михримах-султан. Скончалась от неизлечимой болезни в 134 серии.              |
| Гюрбей Илери                 | Шехзаде Мехмед                 | 1-й сын Сулеймана и Хюррем. По приказу Махидевран был заражён оспой и скончался в 103-й серии. |
| Пелин Карахан                | Михримах-султан                | Дочь Сулеймана и Хюррем. Жена Рустема-паши. Мать Айше Хюмашах-султан и султанзаде Османа. В 139 серии уезжает из Стамбула. |
| Энгин Озтюрк                 | Шехзаде Селим                  | 2-й сын Сулеймана и Хюррем. В 139 серии стал одиннадцатым султаном Османской империи. |
| Арас Булут Ийнемли           | Шехзаде Баязид                 | 3-й сын Сулеймана и Хюррем. Задушен вместе с сыновьями Орханом, Османом, Абдуллой и Махмудом по приказу Селима в 138 серии.                                                                                                   |
| Толга Сарыташ                | Шехзаде Джихангир              | 4-й сын Сулеймана и Хюррем. Скончался от тоски по Мустафе и обострения своей болезни в 125 серии. |
| Нур Феттахоглу               | Махидевран-султан              | Наложница Сулеймана, мать шехзаде Мустафы. |
| Мехмет Гюнсюр                | Шехзаде Мустафа                | Сын Сулеймана и Махидевран. Был задушен по приказу султана Сулеймана в 123 серии. |
| Небахат Чехре                | Айше Хафса-султан              | Вдова султана Селима I. Мать султана Сулеймана, Хатидже, Бейхан, Шах-и-Хубан и Фатьмы. Валиде-султан при султане Сулеймане. Скончалась в 61-й серии.                                                                          |
| Сельма Эргеч                 | Хатидже-султан                 | Младшая сестра султана. Жена, затем вдова Ибрагима-паши. Мать султанзаде Мехмеда (умер в младенчестве), Хуриджихан-султан и султанзаде Османа. Позже выдана замуж за Хюсрева-пашу. Покончила жизнь самоубийством в 102 серии. |
| Пынар Чаглар Генчтюрк        | Бейхан-султан                  | 2-я сестра Сулеймана. Жена, а позже вдова Ферхата-паши. |
| Мельтем Джумбул              | Фатьма-султан                  | 3-я сестра Сулеймана. Жена, затем вдова Мустафы-паши, позже была замужем за Кара Ахмедом-пашой. В 130 серии покидает Стамбул.                                                                                                 |
| Дениз Чакыр                  | Шах-и-Хубан-султан             | 4-я сестра Сулеймана. Жена Лютфи-паши, мать Эсмехан Бахарназ-султан. В 103 серии покидает Стамбул. |
| Селен Озтюрк                 | Гюльфем-хатун                  | Бывшая наложница Сулеймана, мать умершего в младенчестве шехзаде, подруга Хатидже-султан. Некоторое время хазнедар гарема. В 139 серии становится известно о её гибели во время покушения на султана Сулеймана.               |
| Окан Ялабык                  | Паргалы Ибрагим-паша (Тео)     | Друг султана Сулеймана, муж Хатидже, последовательно сокольничий, хранитель покоев, затем 31-й Великий визирь Османской империи. В 82-й серии казнён по приказу султана.                                                      |

### Русский дубляж
Сериал «Великолепный век» был дублирован на русский язык студией «Русский дубляж» по заказу телеканала «Домашний».
- Радик Мухаметзянов — султан Сулейман I Великолепный[18][19][20]
- Ирина Киреева — Хюррем-султан[18][19][20]
- Жанна Никонова — Гюльфем-хатун, Махидевран-султан[19][21], Айше-хатун[18]
- Лариса Некипелова — Хатидже-султан[19], Гюльнихаль-хатун[18], Садыка-хатун[21]
- Даниил Эльдаров — Малкочоглу Бали-бей[18][19][21], Альвизе Гритти
- Сергей Смирнов — Сюмбюль-ага[18][19][21]
- Александр Гаврилин — Паргалы Ибрагим-паша[20][21]
- Василий Зотов — Шехзаде Мустафа[22]
- Ольга Голованова — Нигяр-калфа, Гюльшах-хатун[23]
- Светлана Старикова — Дайе-хатун[23]
- Николай Быстров — Шехзаде Мехмед[22]
- Антон Савенков — Шехзаде Баязет[22]
- Евгений Вальц — Шехзаде Селим[22]
- Никита Прозоровский — Матракчи Насух Эфенди, великий визирь Рустем-паша, Гюль-ага, Аббас - ага[23]
- Мария Иващенко — Михримах-султан[22]
- Василиса Эльдарова — Михримах-султан (в юности)[22]
- Валерий Сторожик — Шекер-ага, Лала Мустафа - паша [23]
- Мария Овчинникова — принцесса Изабелла Фортуна[23]
- Юлия Черкасова — Шах-султан[22]
- Марина Тарасова — Валиде-султан[23]

По словам актёра Радика Мухаметзянова, озвучившего Сулеймана, он не любит слушать свой голос. Он хотел, чтобы его озвучка совпадала с характером султана: «Тихие, спокойные любовные сцены, конечно, озвучивать приятней! Но ты не выбираешь и в каждой сцене пытаешься подстраиваться под конкретную ситуацию. Соответственно, и переживаешь всё, что происходит с актёром, его близкими. Это интересно поиграть голосом — одно дело, когда ты говоришь спокойно и тихо, а другое — кричишь, ругаешься». Озвучившая Хюррем Ирина Киреева отмечала, что у неё были двойные закрытые пробы, причём «одни из самых тяжёлых».
Жанна Никонова, озвучившая Махидевран-султан, заявляла, что относится к персонажу с симпатией и что она — самая интересная героиня сериала с «невероятно красивым лицом». Лариса Некипелова считает, что Хатидже-султан — «самый утончённый образ в сериале: очень внутренне эмоциональная, подвижная, разная, она — королевских кровей, и это чувствуется».
Сергей Смирнов назвал Сюмбюля-агу «человеком неординарным, из тех, кто „мягко стелет, да жёстко спать“. Надо было примериваться, прицеливаться, искать тембр его голоса, характерность. <…> [Сюмбюль-ага] как-то всё немного распевает, у него есть своя мелодика речи. Это надо было поискать, чтобы с одной стороны, сохранить его краску, но и не заголосить турецкими напевами. И ещё мой герой произносит много своих специфических звуков, которые невозможно повторить, если этим не владеть»".

### Различия в озвучивании
В турецкой и в русской версии сериала главную героиню зовут Александра. В украинском озвучивании она получила имя Анастасия. Отчасти такой выбор авторов переводов объясняется тем, что документальные источники и даже сколь-либо надёжные письменные свидетельства, говорящие о жизни Хюррем до поступления в гарем, отсутствуют. Согласно польской литературной традиции, её настоящее имя было Александра и она была дочерью рогатинского священника Гаврилы Лисовского. В литературе XIX века её именуют Анастасией. По версии Михаила Орловского, изложенной в исторической повести «Роксолана или Анастасия Лисовская» (1882 год), она была родом не из Рогатина, а из Чемеровец (ныне в Хмельницкой области).

## Скандалы
Летом 2013 года стало известно, что исполнительница главной роли Мерьем Узерли покинула сериал, к удивлению аудитории и создателей.
16 мая 2013 года, когда до окончания третьего сезона оставалось снять четыре серии, Узерли неожиданно написала заявление на трёхдневный отпуск и в спешке улетела в Берлин не предупредив об этом руководство сериала. 19 мая, когда Узерли была обязана явиться на работу, она позвонила продюсерам и заявила, что находится под наблюдением врачей в одной из психиатрических клиник Берлина, сказав: «Моё психическое состояние крайне тяжёлое. Я очень плохо себя чувствую и не смогу присутствовать на съёмках». Продюсеры были шокированы, но отнеслись к её проблеме с пониманием и перенесли съёмки 101 серии ещё на 6 дней, заверив актрису в том, что будут искать альтернативные варианты графика съёмок, сократят сценарий и сделают всё возможное для обеспечения необходимого ей лечения у лучших врачей Стамбула, если она до конца мая прибудет на досъёмки третьего сезона. Но Узерли не вернулась, а также перестала выходить на связь с представителями съёмочной группы. Руководители проекта в течение нескольких дней безрезультатно пытались связаться с актрисой и её родными. Чуть позже от адвокатов Узерли поступило заявление, в котором они запретили создателям сериала предпринимать любые попытки связаться с ней. 23 мая родные актрисы прислали электронное письмо, где сообщили, что Узерли не намерена возвращаться на съёмки и более того — она приняла решение покинуть сериал. 30 мая от компании «Tims Productions» поступило официальное заявление, в котором они сообщили об уходе главной актрисы с изложением всех деталей сложившейся ситуации. Съёмки оставшихся серий третьего сезона возобновились после двухнедельного перерыва с полностью изменённым сценарием и укороченным хронометражем.
Некоторое время спустя стало известно, что ещё одной причиной внезапного ухода Узерли послужил конфликт с продюсерами сериала из-за денег. Помимо того, что гонорар Халита Эргенча, исполнявшего главную мужскую роль, был в два раза больше гонорара Узерли, ему дополнительно выплачивались гонорары в виде премий как процент от сделок по продажам прав на показ сериала в новых странах. Эта информация была скрыта от всего актёрского состава. Когда Узерли всё же узнала об этом, то потребовала таких же привилегий и для себя, а также прибавление к основному гонорару, но получила отказ. После этого актриса приняла решение сорвать съёмки, уехать на родину и больше не возвращаться. Когда эта информация стала достоянием общественности, Узерли и продюсеры публично обвиняли друг друга в отсутствии профессионализма, клевете и нарушении подписанных соглашений. Главный продюсер проекта Тимур Савджи назвал поступок актрисы подлым, а её саму обвинил в лицемерии и эгоизме, она же в свою очередь заявила, что не могла больше мириться с условиями работы, а обстановку на съёмочной площадке назвала невыносимой.
Позже Узерли в различных интервью рассказывала, что конфликт с продюсерами не был основной причиной её ухода. Актриса призналась, что очень сильно устала от съёмок сериала, которые длились по 16 часов в сутки практически без выходных в слишком быстрых для неё темпах. Из-за постоянной занятости на работе у неё начался личностный кризис и она перестала чувствовать себя счастливой. В тот период она также переживала разлад в отношениях со своим женихом, от которого забеременела во время работы над сериалом. В сентябре 2013 года они расстались с громким скандалом. Со слов Мерьем, по возвращении в Германию она пережила нервный срыв и находилась на лечении в психиатрической клинике, где у неё диагностировали «эмоциональное выгорание».
В одном из интервью Узерли так охарактеризовала своё видение ситуации:

«Возможно, тогда я действительно могла бы повести себя по-другому. Но я не уверена, что это было возможно в сложившейся ситуации и тех условиях съёмок. Мне кажется, я просто не смогла бы хорошо играть в то время. И я не хотела это допускать, ведь это похоже на предательство самой себя. Мне пришлось уйти из сериала, потому как я начала чувствовать себя роботом. Пыталась быть идеальной и выполнять работу на отлично. Говорила себе: «Мерьем, ты машина, и ты сделаешь эту работу». Я чувствовала себя виноватой и эмоционально истощённой. У меня был нервный срыв, но благодаря поддержке близких я справилась. Теперь эта история осталась в прошлом»— интервью

## Критика
Содержание сериала вызывало открытые протесты у турецких исламистов и националистов: по их мнению, оно порочит честь султана, некоторых исторических личностей и выставляет турецкую культуру и историю не в лучшем свете. Верховный совет турецкого радио и телевидения заявлял, что к ним поступило свыше 70 тыс. жалоб на то, что в сериале «Великолепный век» искажаются исторические факты. Премьер Турции Реджеп Тайип Эрдоган осудил сериал, заявив, что создатели «пытаются показать молодёжи историю Турции в негативном свете». Тем не менее, рейтинг сериала внутри Турции был очень высоким. Позже уже ставший президентом Эрдоган благодарил сериал за значительное поднятие экономики страны. С момента начала трансляции сериала туризм и посещение исторических достопримечательностей Турции возрос на 70 %. Каждый год миллионы туристов посещают дворец Топкапы и множество других мест, показанных в сериале. Кроме этого, в мире также намного больше стали интересоваться историей Османской империи.

## Книги
В 2013 году вышли в свет две книги Софьи Бенуа: «Великолепный век. Все тайны знаменитого сериала», рассказывающая как об истории Османской империи времен Сулеймана, так и о турецких традициях, о внутренних традициях гарема и судьбах наложниц, и «Хюррем. Знаменитая возлюбленная султана Сулеймана».

## Награды и номинации
| Год  | Премия                        | Категория                                  | Номинант                                   | Итог      |
| ---- | ----------------------------- | ------------------------------------------ | ------------------------------------------ | --------- |
| 2011 | Телевизионная премия Анталии  | Лучший драматический сериал                | «Великолепный век»                         | Победа    |
| 2011 | Телевизионная премия Анталии  | Лучший периодический сериал                | «Великолепный век»                         | Победа    |
| 2011 | Телевизионная премия Анталии  | Лучший режиссёр                            | Ягмур и Дурул Тайлан                       | Номинация |
| 2011 | Телевизионная премия Анталии  | Лучший сценарист                           | Мерал Окай                                 | Номинация |
| 2011 | Телевизионная премия Анталии  | Лучшая актриса сериала                     | Мерьем Узерли                              | Номинация |
| 2011 | Телевизионная премия Анталии  | Лучший актёр сериала                       | Окан Ялабык                                | Победа    |
| 2011 | Телевизионная премия Анталии  | Лучшая актриса второго плана               | Филиз Ахмет                                | Номинация |
| 2011 | Телевизионная премия Анталии  | Лучший режиссёр-постановщик                | Айдын Сарыоглу                             | Номинация |
| 2011 | Телевизионная премия Анталии  | Лучшее музыкальное сопровождение           | Фахир Атакоглу, Сонер Акалын, Айтекин Аташ | Номинация |
| 2011 | Телевизионная премия Анталии  | Лучший арт-директор                        | Нилюфер Гиритлиоглу, Зафер Каньылмаз       | Победа    |
| 2011 | Ayaklı Gazete TV Yıldızları   | Лучшая актриса 2011 года                   | Мерьем Узерли                              | Победа    |
| 2011 | Ayaklı Gazete TV Yıldızları   | Лучший актёр 2011 года                     | Халит Эргенч                               | Победа    |
| 2011 | Ayaklı Gazete TV Yıldızları   | Лучший драматический актёр 2011 года       | Окан Ялабык                                | Победа    |
| 2011 | Ayaklı Gazete TV Yıldızları   | Лучшая драматическая актриса 2011 года     | Нур Феттахоглу                             | Победа    |
| 2011 | Ayaklı Gazete TV Yıldızları   | Лучший сериал 2011 года                    | «Великолепный век»                         | Победа    |
| 2011 | Ayaklı Gazete TV Yıldızları   | Лучшее музыкальное сопровождение 2011 года |                                            | Победа    |
| 2012 | Премия «Золотая бабочка»      | Лучший драматический сериал                | «Великолепный век»                         | Победа    |
| 2012 | Премия «Золотая бабочка»      | Лучшая драматическая актриса               | Мерьем Узерли                              | Победа    |
| 2012 | Телевизионная премия Анталии  | Лучший мужской состав сериала              |                                            | Победа    |
| 2012 | Телевизионная премия Анталии  | Лучший периодический сериал                | «Великолепный век»                         | Победа    |
| 2012 | Телевизионная премия Анталии  | Лучший драматический сериал                | «Великолепный век»                         | Победа    |
| 2012 | Телевизионная премия Анталии  | Лучший драматический актёр                 | Окан Ялабык                                | Победа    |
| 2012 | Телевизионная премия Анталии  | Лучшая драматическая актриса               | Мерьем Узерли                              | Номинация |
| 2012 | Телевизионная премия Анталии  | Лучший режиссёр                            | Ягмур и Дурул Тайлан                       | Номинация |
| 2012 | Телевизионная премия Анталии  | Лучший сценарист                           | Мерал Окай                                 | Номинация |
| 2012 | Телевизионная премия Анталии  | Лучший арт-директор сериала                | Нилюфер Гиритлиоглу, Зафер Каньылмаз       | Победа    |
| 2012 | Телевизионная премия Анталии  | Лучшее музыкальное сопровождение           | Фахир Атакоглу, Сонер Акалын, Айтекин Аташ | Номинация |
| 2012 | Премия университета Ахи Эвран | Самая успешная молодая актриса года        | Сельма Эргеч                               | Победа    |
| 2012 | Ayaklı Gazete TV Yıldızları   | Лучший сериал                              | «Великолепный век»                         | Победа    |
| 2012 | Ayaklı Gazete TV Yıldızları   | Лучший актёр сериала                       | Халит Эргенч                               | Победа    |
| 2012 | Ayaklı Gazete TV Yıldızları   | Лучшая актриса сериала                     | Мерьем Узерли                              | Победа    |
| 2012 | Ayaklı Gazete TV Yıldızları   | Лучший актёр второго плана                 | Мехмет Гюнсюр                              | Победа    |
| 2012 | Ayaklı Gazete TV Yıldızları   | Лучшая актриса второго плана               | Нур Феттахоглу                             | Победа    |
| 2013 | Премия «Звезда года»          | Лучшая рейтинговая актриса                 | Мерьем Узерли                              | Победа    |
| 2013 | Премия «Kristal Fare»         | Лучшая актриса сериала                     | Мерьем Узерли                              | Победа    |
| 2013 | Премия «Kristal Fare»         | Лучший актёр сериала                       | Халит Эргенч                               | Победа    |
| 2013 | Премия «Kristal Fare»         | Лучший сериал                              | «Великолепный век»                         | Победа    |
| 2013 | Музыкальная премия Турции     | Лучшая музыка сериала                      | Фахир Атакоглу, Сонер Акалын, Айтекин Аташ | Победа    |
| 2013 | Телевизионная премия Анталии  | Лучший драматический сериал                | «Великолепный век»                         | Победа    |
| 2013 | Телевизионная премия Анталии  | Лучший драматический актёр                 | Халит Эргенч                               | Номинация |
| 2013 | Телевизионная премия Анталии  | Лучшая драматическая актриса               | Мерьем Узерли                              | Победа    |
| 2013 | Телевизионная премия Анталии  | Лучший режиссёр                            | Ягмур и Дурул Тайлан                       | Победа    |
| 2013 | Телевизионная премия Анталии  | Лучший сценарист                           | Йымаз Шахин                                | Номинация |
| 2013 | Телевизионная премия Анталии  | Лучшее музыкальное сопровождение           | Айтекин Аташ, Сонер Акалын                 | Номинация |
| 2013 | Телевизионная премия Анталии  | Лучший арт-директор                        | Нилюфер Айше Чамур                         | Номинация |
| 2013 | Премия «Золотая бабочка»      | Лучший драматический сериал                | «Великолепный век»                         | Номинация |
| 2014 | Премия «Золотая бабочка»      | Лучший драматический актёр                 | Халит Эргенч                               | Победа    |